# Thomas J. Clarke
Thomas James Clarke (irlandés: Tomás Ó Cléirigh; 11 de marzo de 1857 – 3 de mayo de 1916) fue un líder revolucionario irlandés y quizás el máximo responsable del Alzamiento de Pascua de 1916.
Thomas nació en la isla de Wight. Su padre, James Clarke, era un sargento del ejército británico al que trasladaron a Dungannon, Condado de Tyrone, Irlanda del Norte. Cuando tenía 18 años Thomas se unió a la Hermandad Republicana Irlandesa (IRB) y en 1883 fue enviado a Londres para destruir el puente de Londres como parte de una campaña de bombardeos en Gran Bretaña defendida por Jeremiah O'Donovan Rossa, uno de los líderes de la IRB exiliado en Estados Unidos. Clarke pronto fue capturado y condenado a 15 años en la prisión de Pentonville. Fue liberado en 1898 y se casó con Kathleen Daly (21 años más joven que Thomas), sobrina de John Daly, al que Thomas había conocido en la cárcel. Pronto emigraron a América, donde Clarke trabajó para el Clan na Gael dirigido por John Devoy. En 1907 regresó a Irlanda, estableciéndose en Dublín, trabajando para la renovación de la dirección interna del IRB con miembros más jóvenes como Bulmer Hobson y Denis McCullough. Clarke mantuvo una amistad íntima con Hobson y con Sean MacDermott que se convirtieron en sus protegidos.

## Los voluntarios irlandeses
Cuando se formaron los Voluntarios Irlandeses en 1913, Clarke se sintió interesado en la organización, pero no formó parte de la misma ya que había estado encarcelado y era un reconocido nacionalista, hecho que les habría desacreditado. Junto a MacDermott, Hobson, y otros miembros del IRB como Éamonn Ceannt, jugó un papel importante, si no total, en el control, particularmente junto a Patrick Pearse, por parte del IRB en 1913. Eso le hizo chocar con otros políticos como John Redmond, líder del Parlamento Irlandés, que reclamaba un control equitativo de los Voluntarios, mientras que el sector más duro era contrario. La propuesta de Redmond fue aceptada, sobre todo por el soporte de recibió Hobson. Clarke nunca olvidó este hecho, que consideró como una traición.

## Planeando la insurrección
Después de romper políticamente con Hobson, MacDermott y Clarke se convirtieron en inseparables. Los dos eran secretario y tesorero respectivamente del IRB, aunque el mando nominal lo tenían James Deakin, y más tarde McCullough. En 1915 Clarke y MacDermott dirigían el comité militar del IRB que planeó el Alzamiento de Pascua. Los miembros fueron Pearse, Ceannt y Joseph Plunkett, a los que se añadieron posteriormente Clarke y MacDermott. Cuando el viejo feniano Jeremiah O'Donovan Rossa falleció en 1915, Clarke aprovechó su funeral y la oración de Patrick Pearse para movilizar a los Voluntarios y crear expectativas de una acción inmediata. Tras llegar a un acuerdo entre James Connolly y el Ejército Ciudadano Irlandés en enero de 1916, Connolly también fue incluido en el comité, y Thomas MacDonagh se añadió a última hora en abril. Estos siete hombres fueron los firmantes de la Proclamación de Pascua, y Clarke fue el primer firmante. Se ha llegado a decir que Clarke era el presidente y jefe, pero que rehusó cualquier rango y honor militar, cediéndoselo a Pearse, que era más conocido y respetado en el ámbito del nacionalismo irlandés.

## El Alzamiento de Pascua
Clarke se mantuvo en los cuarteles del General Post Office en Dublín durante la semana del alzamiento, donde el mando de las fuerzas rebeldes correspondió a Connolly. Tras la rendición el 29 de abril, Clarke fue encerrado en la prisión de Kilmainham, donde fue fusilado el 3 de mayo, a la edad de 59 años. Fue el segundo detenido en ser ejecutado, después de Patrick Pearse.
Su viuda Kathleen fue elegida diputada en el primer y segundo Dalá, y se opuso fuertemente al Tratado Anglo-Irlandés.